# Сан-Жоржи (Сантана)
Сан-Жо́ржи (порт. São Jorge) — район (фрегезия) в Португалии, входит в округ Мадейра. Расположен на острове Мадейра. Является составной частью муниципалитета Сантана. Население составляет 1610 человек на 2001 год. Занимает площадь 18,30 км².
Покровителем района считается Георгий Победоносец (порт. São Jorge).